# Dexillus muelleri
Dexillus
Genre
Espèce
Statut de conservation UICN

 LC  : Préoccupation mineure
Dexillus muelleri, unique représentant du genre Dexillus, est une espèce de poissons plats de la famille des Soleidae.

## Répartition
Ce poisson se rencontre sur les fonds sablonneux des plateaux continentaux en Australie, en Birmanie, au Brunei, au Cambodge, aux Fidji, aux Îles Salomon, en Inde, en Indonésie, en Malaisie, à Niue, aux Palaos, en Papouasie-Nouvelle-Guinée, aux Philippines, aux Samoa américaines, aux Samoa, à Singapour, au Sri Lanka, en Thaïlande, au Timor oriental, aux Tonga, à Vanuatu, au Viêt Nam et à Wallis-et-Futuna. 

## Description
Dexillus muelleri peut mesurer jusqu'à 18 cm de longueur totale.

## Classification
L'espèce Dexillus muelleri a été décrite pour la première fois en 1879 par Franz Steindachner sous le protonyme Synaptura muelleri.
Dexillus muelleri a pour synonymes :
- Brachirus muelleri (Steindachner, 1879)
- Dexillichthys muelleri (Steindachner, 1879)
- Strandichthys muelleri (Steindachner, 1879)
- Synaptura arafurensis Günther, 1880
- Synaptura muelleri Steindachner, 1879

Le genre Dexillus a été créé en 1930 par Paul Chabanaud.
Dexillus a pour synonymes :
- Dexillichthys Whitley, 1931
- Mischominatus Chabanaud, 1938
- Mischommatus Chabanaud, 1938
- Strandichthys Whitley, 1937

## Étymologie
L'épithète spécifique, muelleri, a été donnée en l'honneur du botaniste Ferdinand von Mueller (1825-1896) qui a transmis une grande collection de plantes et animaux d'Australie, dont le type de cette espèce, à ce qui est devenu l'actuel musée national d'histoire naturelle de Stuttgart.

## Publications originales
- Genre Dexillus :
  - Paul Chabanaud, « Les genres de Poissons Hétérosomates [Pisces Heterosomata] appartenant à la sous-famille des Soleinae », Bulletin de l'Institut océanographique de Monaco, no 555,‎ 5 juillet 1930, p. 1-21 (ISSN 0304-5722).
- Espèce Dexillus muelleri, sous le taxon Synaptura muelleri :
  - (de) Franz Steindachner, « Über einige neue und seltene Fischarten aus den zoologischen Museen zu Wien, Stuttgart und Warschau », Anzeiger der Kaiserlichen Akademie der Wissenschaften, Mathematisch-Naturwissenschaftliche Classe, Vienne, vol. 16, no 4,‎ 1879, p. 29-34 (lire en ligne, consulté le 25 janvier 2024).